# Eliška Klučinová
Eliška Klučinová (Praga, 14 aprile 1988) è una multiplista ceca.

## Palmarès
| Anno | Manifestazione    | Sede           | Evento     | Risultato | Prestazione | Note                                     |
| ---- | ----------------- | -------------- | ---------- | --------- | ----------- | ---------------------------------------- |
| 2005 | Mondiali allievi  | Marrakech      | Eptathlon  | 8ª        | 5249 p.     |                                          |
| 2006 | Mondiali juniores | Pechino        | Eptathlon  | 8ª        | 5468 p.     | Miglior prestazione personale            |
| 2007 | Europei juniores  | Hengelo        | Eptathlon  | Argento   | 5709 p.     |                                          |
| 2009 | Europei under 23  | Kaunas         | Eptathlon  | 4ª        | 6015 p.     | Miglior prestazione personale            |
| 2009 | Mondiali          | Berlino        | Eptathlon  | 22ª       | 5505 p.     |                                          |
| 2010 | Europei           | Barcellona     | Eptathlon  | 7ª        | 6187 p.     |                                          |
| 2012 | Europei           | Helsinki       | Eptathlon  | 8ª        | 6151 p.     |                                          |
| 2012 | Giochi olimpici   | Londra         | Eptathlon  | 18ª       | 6109 p.     |                                          |
| 2013 | Universiadi       | Kazan'         | Eptathlon  | Bronzo    | 6124 p.     |                                          |
| 2013 | Mondiali          | Mosca          | Eptathlon  | 7ª        | 6332 p.     | Record nazionale                         |
| 2014 | Europei           | Zurigo         | Eptathlon  | dnf       | dnf         |                                          |
| 2015 | Europei indoor    | Praga          | Pentathlon | Bronzo    | 4687 p.     | Record nazionale                         |
| 2015 | Mondiali          | Pechino        | Eptathlon  | 13ª       | 6247 p.     |                                          |
| 2016 | Giochi olimpici   | Rio de Janeiro | Eptathlon  | 22ª       | 6077 p.     |                                          |
| 2017 | Mondiali          | Londra         | Eptathlon  | 10ª       | 6313 p.     | Miglior prestazione personale stagionale |
| 2018 | Mondiali indoor   | Birmingham     | Pentathlon | 4ª        | 4579 p.     |                                          |
| 2019 | Europei indoor    | Glasgow        | Pentathlon | 10ª       | 3 518 p.    |                                          |